# Kurz vor Mitternacht
Kurz vor Mitternacht (Originaltitel Towards Zero) ist der 34. Kriminalroman von Agatha Christie. Er erschien zuerst im Juni 1944 in den USA bei Dodd, Mead and Company und im Juli desselben Jahres im Vereinigten Königreich im Collins Crime Club. Die deutsche Erstausgabe erschien 1946 im Scherz Verlag (Bern) in der Übersetzung von Ursula von Wiese. 2002 gab derselbe Verlag eine Neuübersetzung von Rebecca Gablé heraus.
Es ermittelt Superintendent Battle in seinem fünften und letzten Fall. Battle hatte zuvor in Die Memoiren des Grafen, Der letzte Joker, Mit offenen Karten und Das Sterben in Wychwood mitgewirkt.

## Handlung
Der attraktive Tennisspieler Nevile Strange ist von seiner ersten Frau Audrey geschieden und lebt nun mit seiner zweiten Frau Kay zusammen. Nach einem Treffen mit Audrey schlägt er Kay vor, dass alle drei sich bei Lady Tressilian, deren verstorbener Ehemann Neviles Vormund war, treffen sollten. Lady Tressilian ist eine ältere, wohlhabende Dame, die sich nicht mehr aus ihrem Zimmer bewegen kann. Kay sträubt sich zunächst gegen den Vorschlag, willigt aber schließlich ein. Lady Tressilian akzeptiert dies erst, nachdem auch Audrey einverstanden ist.
Daher treffen die genannten Personen und noch weitere, darunter Thomas Royde, ein Pflanzer aus Indonesien auf Heimaturlaub, der seit seiner Jugend in Audrey verliebt ist, Treves, ein älterer Anwalt mit Herzproblemen, und Ted Latimer, ein Freund Kays, der in sie verliebt ist, in Lady Tressilians Haus an der Küste ein. Außerdem ist Mary Aldin im Haus, die mit Lady Tressilian verwandt ist und ihr beim Haushalt zur Hand geht. Treves und Latimer übernachten nicht im Haus, sondern wohnen in Hotels. Latimers Hotel liegt außerhalb des Ortes, man erreicht es entweder direkt mit der Fähre oder auf dem Landweg mit einer längeren Autofahrt. Die Anwesenden fühlen sich bei der Dreieckskonstellation der Familie Strange unwohl, und bezweifeln, dass wirklich Nevile den Anstoß zu dieser Idee gegeben hat, obwohl oder vielmehr gerade weil dieser das vehement behauptet.
In dieser Situation bandelt Neville immer mehr mit seiner Exfrau an, sodass Kay sich von ihm fernhält. Der Anwalt erzählt unterdessen die Geschichte eines Kindes (bewusst ohne ein Geschlecht zu nennen), das ein anderes beim Spielen mit Pfeil und Bogen erschießt. Er hält die Tat für absichtlich und meint, er würde das betreffende Kind auch heute noch an einem körperlichen Merkmal erkennen. Außerdem erzählt Treves, dass er eigentlich ein Zimmer im Erdgeschoss gebucht hatte, nun jedoch eines im obersten Stock bekam. Zum Glück gibt es aber einen Lift, den er benutzen werde, um sein Herz zu schonen.
Treves wird von Thomas und Ted nach Hause begleitet, dort hängt am Fahrstuhl ein Schild, dass dieser unbenutzbar sei, woraufhin Treves sich verabschiedet und die Treppe nimmt. An diesem Abend stirbt er an seinem Herzproblem.
Wenige Tage später spitzt sich die Situation zu. Lady Tressilian ruft Nevile zu einem Gespräch, und dieser erklärt, er wolle erneut Audrey heiraten, was einen Streit erzeugt. Er geht aus dem Haus, setzt mit der Fähre über und trifft sich mit Ted, der ihn erst weit nach Mitternacht wieder nach Hause fährt.
In dieser Nacht wird Lady Tressilian ermordet. Außerdem wurde eine Pflegekraft, die Lady Tressilian bedient, betäubt. Superintendent Battle, der bei seinem Neffen, Inspector Leach, in der Nähe zu Besuch ist, begleitet diesen durch die verwirrenden Spuren des Falls. Leach ist als zuständiger Beamter vor Ort mit den Ermittlungen betraut und zieht seinen Onkel als höheren Polizeibeamten zu Rate. Die Mordzeit wird auf vor Mitternacht festgelegt.
Zunächst weisen alle Spuren auf Nevile, die Pflegekraft hat Lady Tressilian nach einem Klingeln jedoch noch gesehen, nachdem Nevile das Haus verließ. Spätere Spuren weisen auf Neviles Exfrau hin, die Linkshänderin ist. Unverhoffte Hilfe bei der Aufklärung des Falles erhält Battle von dem ehemals suizidgefährdeten Andrew MacWhirter.
Treves’ Geschichte scheint ebenfalls ein Indiz zu sein, jedoch haben mehrere der Beteiligten ein auffälliges Merkmal, darunter Audrey eine Narbe am Ohr (von einem Hundebiss), Mary eine weiße Strähne im Haar und Nevile zwei unterschiedlich lange kleine Finger. Außerdem war der Aufzug in Treves’ Hotel in dessen Todesnacht eigentlich in Ordnung.
Es stellt sich heraus, dass Nevile Strange die alte Dame umgebracht hat, und zwar mit einem Rückhandschlag. So sah es aus, als habe ein Linkshänder den Mord begangen. Er schwamm nach dem Übersetzen mit der Fähre zurück und kletterte an einem Seil zurück ins Haus. Sein Motiv war persönlicher Hass auf Audrey. Denn in Wahrheit hatte Audrey stets Angst vor Nevile und diesen deshalb für einen anderen Mann verlassen. Dies hat Neviles Hass so sehr geschürt, dass er Audrey hängen sehen wollte (zum Zeitpunkt der Geschichte herrschte in Großbritannien noch die Todesstrafe). MacWhirter fand zufällig ein Indiz und erriet den Rest der Geschichte, sodass Nevile alles offen zugab.
Die Tode von Mr. Treves und Audreys Geliebten sind vermutlich ebenfalls auf Neviles Konto zu rechnen, sind aber nicht beweisbar.
Audrey und Andre MacWirther heiraten und gehen gemeinsam nach Chile.

## Personen
- Lady Tressilian, die Gastgeberin
- Mary Aldin, Lady Tressilians Gesellschafterin
- Nevile Strange, ein berühmter Tennisspieler
- Kay Strange, seine zweite Ehefrau
- Audrey Strange, Stranges erste Ehefrau
- Edward (Ted) Latimer, Kays Freund
- Thomas Royde, Audreys entfernter Cousin
- Mr. Treves, Anwalt und alter Freund von Lady Tressilian
- Andrew MacWhirter, ein Fremder, der früher schon einmal versucht hat Suizid zu begehen
- Inspektor James Leach, Battles Neffe
- Superintendent Battle, der den Fall gemeinsam mit seinem Neffen löst

## Superintendent Battle
Superintendent Battle ist einer der wenigen Polizeibeamten im Werk Agatha Christies, der seine Fälle ohne einen der Meisterdetektive zu lösen imstande ist und diesen intelligenzmäßig ebenbürtig ist. Nur in Mit offenen Karten ermittelt er gemeinsam mit Hercule Poirot, Ariadne Oliver und Colonel Race. In Kurz vor Mitternacht kommt Hercule Poirot nicht vor, allerdings wird er von Battle mehrmals erwähnt. Auf den ersten Blick begriffsstutzig und durchschnittlich wirkend, löst Battle seine Fälle mit kriminalistischem Verstand, Erfahrung und Polizeiroutine sowie mit Hilfe eines intelligenten Partners bei den Ermittlungen. Bei seinem letzten Auftritt hat er hier erstmals eine Familie – in Gestalt eines Neffen sowie einer Ehefrau und fünf Kindern. Eine seiner Töchter spielt eine besondere Rolle, da ihr Verhalten in einer Szene am Anfang des Buches jenem von Audrey Strange gleicht. In dem fast 20 Jahre später erschienenen Roman Auf doppelter Spur wird Battle noch einmal kurz erwähnt und mitgeteilt, dass er dann in Pension ist.

## Widmung
Christie widmete den Roman ihrem guten Freund Robert Graves, britischer Schriftsteller und ein Nachfahre des deutschen Historikers Leopold Ranke. Der gelehrte Autor und Kritiker war während des Zweiten Weltkrieges ihr Nachbar in Devon, wo sich die beiden anfreundeten. Christie schätzte seinen scharfen Verstand. Die Widmung ist ungewöhnlich lang und lautet übersetzt: „Lieber Robert, da Du so freundlich warst mir zu sagen, dass Dir meine Geschichten gefallen, wage ich es, Dir dieses Buch zu widmen. Ich bitte Dich nur, strikt auf Deine Fähigkeiten als Kritiker zu verzichten (die ohne Zweifel durch deine kürzlichen Exzesse auf diesem Gebiet geschärft wurden), wenn Du es liest. Dies ist eine Geschichte zu Deinem Vergnügen und keinesfalls ein Kandidat für Mr. Graves’ ‚literarischen Pranger‘“.

## Theaterstück und Verfilmungen
1956 adaptierte Christie selbst den Roman für ein gleichnamiges Theaterstück. 
1995 wurde der Roman verfilmt. Als Agatha Christies Tochter, Rosalind Hicks, von den bei der Verfilmung vorgenommenen Veränderungen der Handlung erfuhr – so wurde Inzest in die Filmhandlung eingebaut – untersagte sie als Erbin die Veröffentlichung unter dem Originaltitel. Auch die Namen der Charaktere mussten alle verändert werden. Der Film erschien schließlich unter dem Titel Innocent Lies und hatte eher mittelmäßigen Erfolg. 
Für die dritte Staffel der britischen Fernsehserie Agatha Christie’s Marple wurde der Roman 2007 verfilmt. In dieser Verfilmung löst Miss Marple den Fall, obwohl sie in der Romanvorlage gar nicht vorkommt.

## Wichtige englischsprachige und deutschsprachige Ausgaben
- 1944, Dodd Mead and Company (New York), Juni 1944
- 1944, Collins Crime Club (London), Juli 1944
- 1946 Deutsche Erstausgabe[3]
- 2002 Neuübersetzung[4]

Die 29. Auflage der Erstübersetzung im Scherz-Verlag aus dem Jahr 1999 trägt auf der vorderen Umschlagseite fälschlicherweise den Hinweis „Ein Miss-Marple-Krimi“.

## Hörbücher
- 2003 Kurz vor Mitternacht (5 CDs) : einzige ungekürzte Lesung. Sprecher: Reiner Unglaub. Regie: Hans Eckardt: Verlag und Studio für Hörbuchproduktionen, Marburg[6]